# Лётчик (фильм, 1920)
«Лётчик» (англ. The Skywayman) — американский немой художественный фильм 1920 года, снятый режиссёром Джеймсом П. Хоганом через год после выхода «Великого воздушного ограбления», принёсший киностудии Universal коммерческий успех. Фильм приобрёл известность своими опасными трюками, из-за которых во время съёмок ночной сцены два пилота (Ормер Локлир и Милтон «Скитс» Эллиот) не справились с ними и погибли упав с самолёта на землю. Считается утерянным.

## Сюжет
Капитан Норман Крейг возвращается с Лафайета как контуженный ветеран, страдающий амнезией. Увидев, как он бродит по Сан-Франциско, его девушка Вирджиния Эймс с помощью доктора Уэйна Левериджа разрабатывает план, который поможет ему восстановить его память. Её семья нанимает Крейга, чтобы преследовать пару воров из России за драгоценностями Вирджинии. Однако Доктор планирует украсть драгоценности и забрать Вирджинию с собой. Воздушная погоня, заканчивающаяся штопором и аварией приводит Крейга в чувство. Он способен сорвать планы доктора и наконец вспоминает о своей девушке.

## В ролях
- Ормер Локлир — Норман Крейг
- Луиза Лавли — Вирджиния Эймс
- Сэм де Грасс — Уэйн Леверидж
- Тед МакКанн — Уильям Элмер
- Джек Браммолл — Нобби Брукс

## Производство

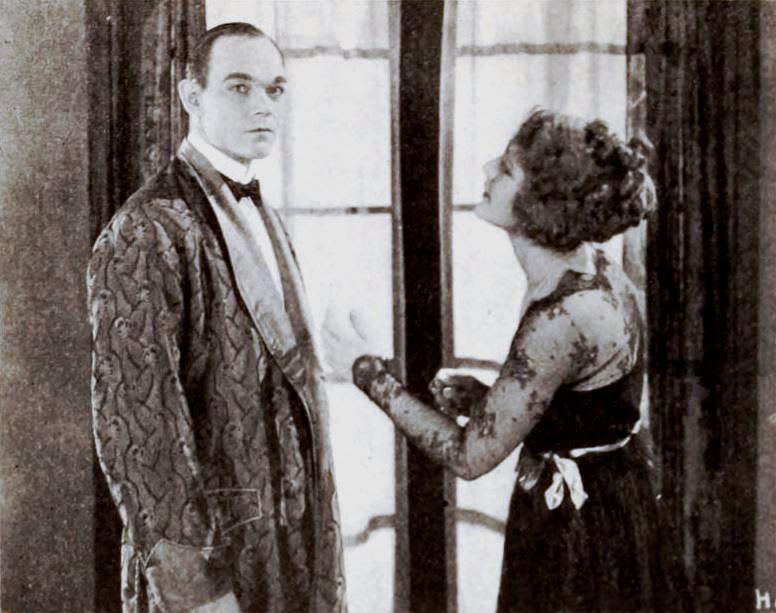
Кадр из фильма

После «Великого воздушного ограбления», которое стало коммерческим успехом для Universal, глава киностудии Карл Леммле отказался от второго фильма с Ормером Локлиром, что привело Ормера к судебному иску против Universal за 25 тыс. долларов США. Локлир в желании продолжить свою голливудскую карьеру подписал контракт на главную роль в фильме «Лётчик».
Съёмки фильма начались 11 июня 1920 года в Лос-Анджелесе, хотя сцены также снимались в окрестностях Сан-Франциско. Несмотря на публичное заявление Локлира, что будут задействованы новые трюки, «более смелые из когда-либо снятых», производство в значительной степени зависело от сцен с меньшим масштабом — от сцен с реальными трюками. Два трюка (с колокольни церкви, сброшенная самолётом Локлира и переход от самолёта к поезду) были проблематичными и едва не закончились катастрофой.
Последним трюком, запланированным для съёмок, было падение самолёта ночью, который первоначально должен был проходить при дневном свете с камерами, снабженными красными фильтрами для имитации темноты. Локлир, находившийся под сильным давлением, не только из-за того, что его семейная жизнь пребывала в бедственном положении, но и из-за того, что глава студии Уильям Фокс не собирался продлевать его контракт сверх одного фильма, потребовал, чтобы ему разрешили летать по ночам. Студия смягчилась, и 2 августа 1920 года из-за огласки трюка собралась большая толпа, чтобы засвидетельствовать съёмку необычного пикирования. Большие студийные дуговые светильники были установлены на DeMille Field 2, чтобы осветить биплан Curtiss «Jenny» и чтобы когда самолёт вошёл в финальное вращение, выключиться, когда самолёт упадёт на определённую высоту, чтобы сообщить Локлиру о своём местонахождении. Однако дуговые лампы никогда не выключались, и, к шоку зрителей и съёмочной группы, Локлир и его давний партнер по полетам Милтон «Скитс» Эллиот «с грохотом» врезались в отстой нефтяной скважины. Оба пассажира погибли мгновенно на месте.
Поскольку весь фильм был неинтересным и мало кого мог заинтересовать, кроме печально известной ночной сцены, глава киностудии Fox Film Corporation Уильям Фокс принял решение извлечь выгоду из крушения и гибели Локлира и Эллиота, ускорив производство и выпуск «Лётчика».

## Трагедия
Ночью 2 августа 1920 года один трюк снимался с использованием прожекторов, чтобы помочь пилотам. Два пилота (Ормер Локлир и Милтон «Скитс» Эллиот) управляли бипланом и проинструктировали членов экипажа выключить свет, когда они собирались приблизиться к земле. У них были ракеты, прикреплённые к крыльям, чтобы у самолетов создавалась иллюзия, что они горят. Самолёт должен был имитировать падение на землю. Экипаж пренебрегал указаниями выключить прожекторы. Ослеплённые ярким светом фонарей, пилоты понятия не имели, что земля находится ближе к ним, чем они думали, и самолёт разбился, убив актёров сразу.
Подруга Локлира, Виола Дана, была на съёмочной площадке и стала свидетельницей крушения. Эта сцена и её последствия, включая ужасающую реакцию Даны, остались в фильме. Что делает его одним из первых фильмов, в котором показаны смерти его участников на экране. Сцена потрясла зрителей во всём мире.

## Факты
- В 1980 году был снят документальный телесериал «Голливуд», а в 5-м эпизоде «Игра с риском» подробно рассказывается о трюке с интервью и кадрами.
- Фильм считается утерянным, как и сцена смерти каскадёров. Сохранились лишь постеры, кадры, рекламные объявления и фотографии авиакатастрофы.